# Corpo di Polizia Repubblicana
Das Corpo di Polizia Repubblicana („Republikanisches Polizeikorps“) war eine militärisch organisierte Polizeitruppe der faschistischen Italienischen Sozialrepublik. Es wurde am 20. November 1943 gegründet und umfasste zwischen 20.000 und 32.000 Polizisten. Sie stammten aus dem bis zum Waffenstillstand von Cassibile bestehenden Sicherheitsbeamtenkorps (der heutigen Polizia di Stato) und wurden nach dem Ende des Zweiten Weltkriegs größtenteils von diesem wieder übernommen. Diese Polizei operierte vorwiegend in Städten, die militärische Guardia Nazionale Repubblicana eher auf dem Land. Neben kriminal- und schutzpolizeilichen Einheiten umfasste diese Organisation auch einige Bereitschaftspolizei-Verbände, die zusammen mit deutschen Einheiten gegen italienische Partisanen vorgingen.